# Nagardeole
Nagardeole é uma vila no distrito de Ahmadnagar, no estado indiano de Maharashtra.

## Demografia
Segundo o censo de 2001, Nagardeole tinha uma população de 13,715 habitantes. Os indivíduos do sexo masculino constituem 52% da população e os do sexo feminino 48%. Nagardeole tem uma taxa de literacia de 79%, superior à média nacional de 59.5%: a literacia no sexo masculino é de 83% e no sexo feminino é de 74%. Em Nagardeole, 13% da população está abaixo dos 6 anos de idade.